# Groizer X
Groizer X  (яп. グロイザーＸ Гуроидза Иккусу, Гройзер Икс) — японский аниме-сериал, выпущенный студиями Knack Productions, Dynamic Animation. Транслировался по телеканалу Tokyo Channel 12 с 1 июля 1976 года по 31 марта 1977 года. Сериал был дублирован на Итальянском, Испанском и Португальском языках.

## Сюжет
Где то в Арктике располагается база инопланетян Гайра, которые намереваются захватить Землю и сделать из людей новых рабов. Профессор Ян создаёт супер-робота Гройзера Х, высотой в 100 метров и весом в 1200 тон и доверяет пилотировать его своей дочери Рите, однако она не справляется с управлением и делает аварийную посадку в Японии, где раненная встречает Дзё Кайсаку, сына известного профессора Тобисимы, который помогает ей. Так Дзё и Рита вместе начинают пилотировать Гройзера, чтобы везти борьбу с инопланетными захватчиками и спасти Землю.

## Список персонажей
- Дзё Кайдзака — главный герой истории. В раннем возрасте осиротел и стал приёмным сыном профессора Тобисимы.
- Рита — дочь профессора Яна, который разработал супер-робота.
- Профессор Тобисима — ветеран второй мировой войны. Хороший стратег, несмотря на свой сложный характер, широко уважаем и любящий отец Дзё.
- Император Гелдон — главный злодей истории. Первоначально руководит исследовательской миссией Гайлара, но после смерти императора, провозглашает себя новым правителем.

## Роли озвучивали
- Тору Фуруя — Дзё Кайсака
- Кимико Нодзаки — Рита Ян
- Хисаси Кацута — Хидэки Тобисима
- Кадзуко Савада — Сабу
- Икуя Саваки — Иппэй
- Наоки Тацута — Баку